# Assemblea generale dell'Uruguay

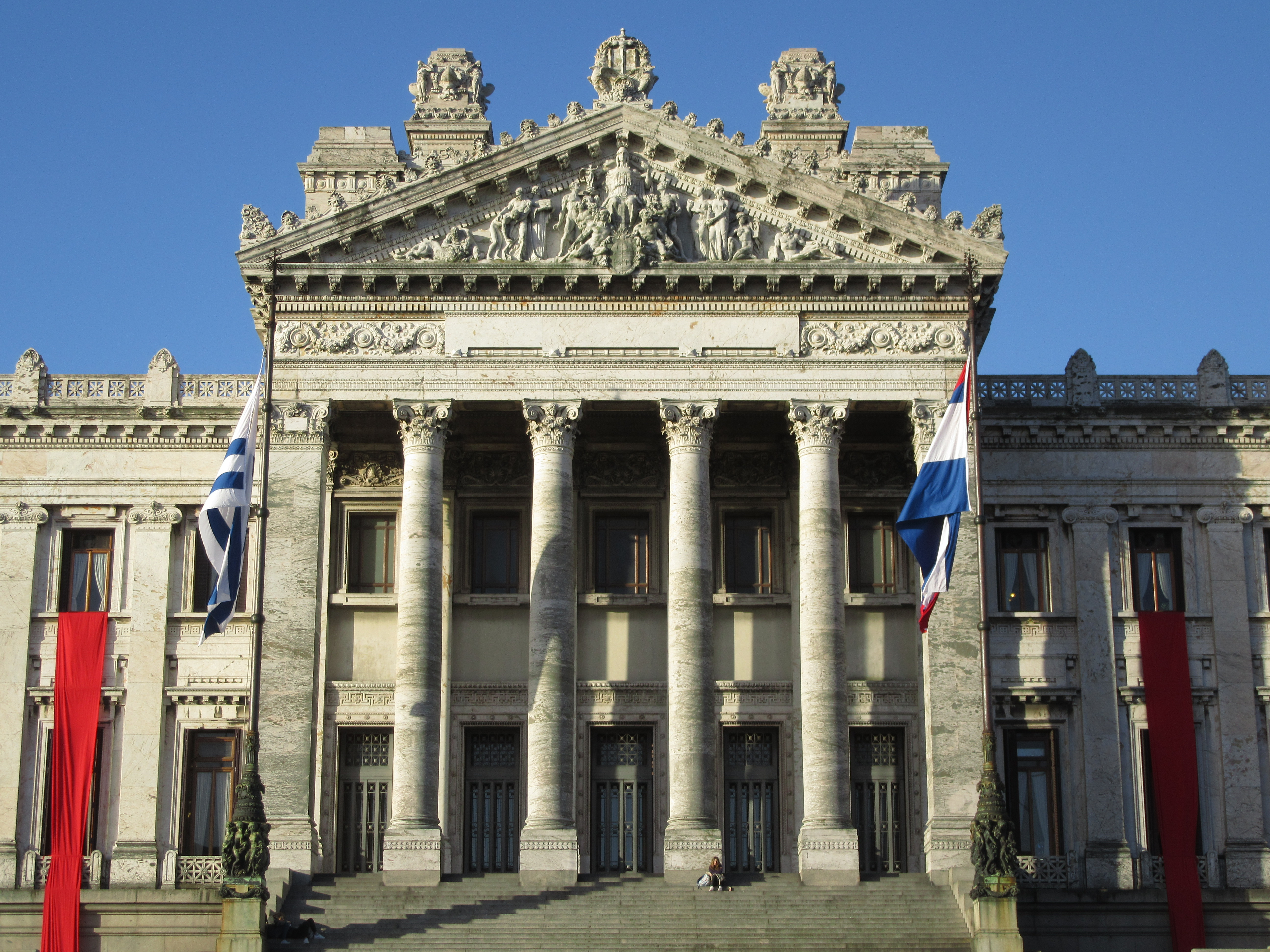
Palazzo legislativo, Montevideo. Sede della Camera e del Senato

L'Assemblea generale (spagnolo: Asamblea General) è l'organo legislativo della Repubblica Orientale dell'Uruguay costituito dalla Camera dei rappresentanti e dalla Camera dei senatori.
La sede dell'Assemblea è nel Palacio Legislativo di Montevideo.